# VfL Neckarau
Verein für Leibesübungen 1884 e.V. Mannheim-Neckarau é uma agremiação esportiva alemã, fundada em 1921, sediada em Mannheim, no estado de Baden-Württemberg.

## História

### Fundação e primeiros anos
O atual clube nasceu a partir de uma longa série de fusões. A 9 de setembro de 1907, o Fuβball-Club Germania 1904 e o Fuβball-Club Allemannia 1905 se uniram para formar o Fuβball-Vereinigung 1907 Neckarau. Em 1921, o FV, por sua vez, se fundiu com os clubes de ginástica Turnverein 1884 Neckarau e Turnerbund Jahn Neckarau. Este último havia formado o seu departamento de futebol em 1914 para atuar na Kreisliga Odenwald. A associação recém-formada ficou conhecida como Verein für Leibesübungen 1884 Neckarau. No ano seguinte, o Athletik-Sportverein Neckarau passou a fazer parte da agremiação, enquanto o parceiro TV Jahn Neckarau tornou-se independente novamente em 1924.

### Em direção ao sucesso
A primeira aparição do VfL no cenário nacional ocorreu a partir de sua participação na fase de qualificação regional Süddeutschland visando o campeonato alemão de 1927. O clube viria a disputar essa etapa preliminar, em 1929 e 1932, mas sem obter êxito. Na sequência, o futebol alemão foi reorganizado em dezesseis ligas de nível superior sob a égide do Terceiro Reich, em 1933. O Neckarau integrou a Gauliga Baden (I).
O time permaneceu na primeira divisão até o fim da Segunda Guerra Mundial, em 1945. Em 1939, por pouco não foi rebaixado. Apesar de ter sido batido por 2 a 0 pelo SpVgg Sandhofen, o descenso foi evitado porque a liga se expandiu permitindo que o VfL se mantivesse na Gauliga Baden-Staffel Nord. Contudo, a recuperação ocorreu, em 1941, com o título da divisão, mas a equipe foi rapidamente eliminada dos play-offs nacionais após uma campanha medíocre. Com a conquista regional, integrou a Tschammerpokal, a antecessora da DFB-Pokal, a Copa da Alemanha, na qual foi eliminado ao perder por 4 a 0 para o FV Metz. De 1943 a 1945, o VfL atuou como parte do combinado de guerra Kriegspielgemeinschaft Neckarau junto ao SpVgg Mannheim.

### Pós-guerra
Após o conflito, o clube foi restabelecido como VfL 1884 Mannheim-Neckarau. A associação renovada incluía o TV Jahn Neckarau, além do Turn-Sportverein Arbeiter Neckarau, uma associação esportiva de trabalhadores que havia sido dissolvida, em 1933, por ser politicamente indesejável pelo regime nazista. O time conquistou o título da Landesliga Nordbaden (II), em 1946 e avançou à primeira divisão, a Oberliga Süd. A campanha, contudo, foi ruim, culminando no descenso dois anos depois. Na temporada seguinte, um vice-campeonato na Landesliga foi seguido por uma tentativa de promoção que não aconteceu nos play-offs. O VfL voltaria à elite do futebol alemão, em 1950, ao bater o TSG Ulm por 3 a 0, para retornar a Oberliga Süd (I). O time lutou por duas temporadas na Oberliga antes de deslizar à Landesliga e apresentar participação inferior.
Durante a Segunda Guerra Mundial, Fritz Balogh jogou como atacante no VfL Neckarau. Em 22 de novembro de 1950, participou de seu primeiro e único jogo internacional pela seleção alemã, uma vitória por 1 a 0 sobre a Suíça. Até hoje foi o único atleta convocado para defender a seleção alemã pertencente ao VfL Neckarau. Balogh cairia de um trem ao retornar de uma partida contra o Bayern de Munique, em 14 de janeiro de 1951. Ele não resistiu aos ferimentos e faleceu um dia depois.
A equipe ressurgiria na Amateurliga Nordbaden (III), em 1957-1958, chegando ao título, mas falhando em sua tentativa de voltar ao segundo nível. O time permaneceria na Amateurliga até 1964, novamente vencendo o certame, em 1962, antes de ficar na décima-quinta colocação e descer à Landesliga Rhein-Nord (IV). O Neckarau novamente se recuperou e avançou à Regionalliga Süd (II) em uma única temporada, 1968-1969. Após um segundo lugar na Amateurliga Nordbaden, na temporada seguinte, o time participou do campeonato nacional amador, chegando às semifinais, nas quais foram eliminados pelo SC Jülich. Na primeira partida, a equipe venceu por 1 a 0, mas perdeu a segunda por 3 a 1.
O VfL atuou  na Amateurliga Nordbaden (III) durante os anos 1970 e 1980. Esse módulo se transformaria em quarto após a reestruturação das ligas em 1978. O clube chegou ao menor nível, em 1990, e atualmente desempenha seu papel na Landesliga Rhein-Neckar (VII), depois de passar algumas temporadas na Kreisliga Mannheim (VIII).

## Títulos
- Gauliga Baden (I) Campeão: 1941;
- Bezirksliga Rhein-Saar (I) Campeão: 1929;
- Bezirksliga Rhein (I) Campeão: 1927;
- Landesliga Nordbaden (II) Campeão: 1946, 1950;
- Landesliga Rhein-Nord (IV) Campeão: 1965;
- Amateurliga Nordbaden (III) Campeão: 1958, 1968;
- Verbandsliga Nordbaden (V) Campeão: 1988;
- Kreisliga Mannheim  (VIII) Campeão: 2011;
- North Baden Cup Campeão: 1957, 1967;

## Cronologia recente
A recente performance do clube:
| Temporada | Divisão                 | Módulo | Posição |
| 2005–06   | Kreisliga Mannheim A1   | VII    | 1ª      |
| 2005–06   | Kreisliga Mannheim      | VII    | 4ª      |
| 2006–07   | Kreisliga Mannheim      | VII    | 7ª      |
| 2007–08   | Kreisliga Mannheim      | VII    | 2ª ↑    |
| 2008–09   | Landesliga Rhein-Neckar | VII    | 15ª ↓   |
| 2009–10   | Kreisliga Mannheim      | VIII   | 8ª      |
| 2010–11   | Kreisliga Mannheim      | VIII   | 1ª ↑    |
| 2011–12   | Landesliga Rhein-Neckar | VII    | 6ª      |